# Francavilla d'Ete
Francavilla d'Ete is een gemeente in de Italiaanse provincie Fermo (regio Marche) en telt 1000 inwoners (31-12-2012). De oppervlakte bedraagt 10,2 km², de bevolkingsdichtheid is 98 inwoners per km².

## Demografie
Francavilla d'Ete telt ongeveer 356 huishoudens. Het aantal inwoners steeg in de periode 1991-2001 met 2,8% volgens cijfers uit de tienjaarlijkse volkstellingen van ISTAT.
| Jaar | Inwoneraantal |
| ---- | ------------- |
| 1991 | 937           |
| 2001 | 963           |

## Geografie
De gemeente ligt op ongeveer 224 m boven zeeniveau.
Francavilla d'Ete grenst aan de volgende gemeenten: Corridonia (MC), Fermo, Mogliano (MC), Monte San Pietrangeli, Montegiorgio.

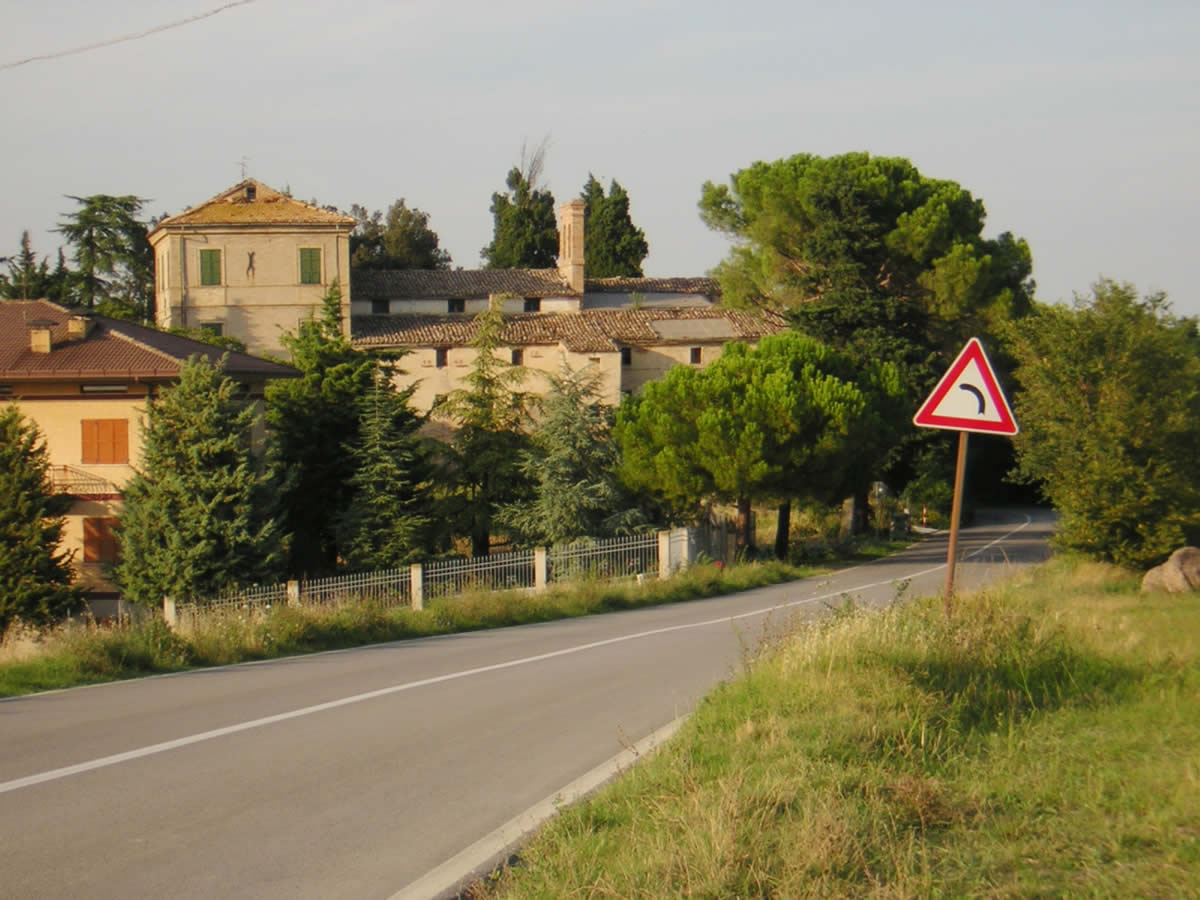
Omgeving van Francavilla

Altidona · Amandola · Belmonte Piceno · Campofilone · Falerone · Fermo · Francavilla d'Ete · Grottazzolina · Lapedona · Magliano di Tenna · Massa Fermana · Monsampietro Morico · Montappone · Monte Giberto · Monte Rinaldo · Monte San Pietrangeli · Monte Urano · Monte Vidon Combatte · Monte Vidon Corrado · Montefalcone Appennino · Montefortino · Montegiorgio · Montegranaro · Monteleone di Fermo · Montelparo · Monterubbiano · Montottone · Moresco · Ortezzano · Pedaso · Petritoli · Ponzano di Fermo · Porto San Giorgio · Porto Sant'Elpidio · Rapagnano · Sant'Elpidio a Mare · Santa Vittoria in Matenano · Servigliano · Smerillo · Torre San Patrizio
1. ↑  https://demo.istat.it/?l=it.